# Peter Kent
Peter Harris Kent, född 23 juni 1957 i North Vancouver i British Columbia, är en kanadensisk stuntman och skådespelare.
Han är mest känd för att varit personlig stuntman till den österrikisk-amerikanske skådespelaren Arnold Schwarzenegger mellan 1984 och 1996. Det som fick honom att avsluta sin karriär som stuntman var när han spelade in Eraser och skulle vara på en container som hängde i luften med hjälp av en lyftkran. Det var meningen att containern skulle få alla sina fyra stålkedjor, som höll den i lyftkranen, att släppa så den föll ner. En av de fyra släppte inte så containern började tippa neråt och spinna runt i hög fart, Kent ramlade av på grund av fallerande säkerhetslina och i luften blev han träffad av containern så han slungades in i en vägg tillhörande en intilliggande lagerbyggnad. Han kom i så hög fart att det orsakade att han flög tillbaka mot den spinnande containern som träffade honom igen. Detta resulterade i bland annat brutet nyckelben, tre brutna revben, brutet skulderblad och bruten vrist, läkare hävdade efteråt att hade han inte varit så vältränad som han var så hade han också brutit ryggen. Det tog Kent åtta veckor att återställa sig. När han hade filmat klart Eraser bestämde han sig att lägga av. Kent återvände dock till stuntbranschen fyra år senare men den gången som stuntkoordinator och stuntlärare.

## Filmografi
Källa: 

### Stuntman
Ett urval av de filmer där han har varit stuntman i.
| - Terminator (1984) - Commando (1985) - Hårda bud (1986) - Rovdjuret (1987) - The Running Man (1987) - Red Heat (1988) - Twins (1988) - Total Recall (1990) | - Air America (1990) - Dagissnuten (1990) - Terminator 2 – Domedagen (1991) - Den siste actionhjälten (1993) - Dagissnuten (1993) - True Lies (1994) - Eraser (1996) - Klappjakten (1996) |

### Skådespelare
Ett urval av vad Kent har gjort som skådespelare. Samtliga har varit mindre bi- och statistroller.
| - Re-Animator (1985) - Simon & Simon (1985) - Hårda bud (1986) - The A-Team (1986) - Twins (1988) - Baywatch (1989) - Knots Landing (1990) - Röster från andra sidan graven (1990) - Terminator 2: Judgment Day (arkadspel; 1991) - Siste actionhjälten (1993) - Lois & Clark: The New Adventures of Superman (1995) - Baywatch Nights (1995) - Renegade (1995) | - Öga för öga (1996) - First Wave (1998) - Stargate SG-1 (1999) - Dark Angel (2000) - 6:e dagen (2000) - 3000 Miles to Graceland (2001) - Andromeda (2003) - Smallville (2003) - Historien om Övärlden (2005) - Psych (2006) - Far Cry (2008) - Alcatraz (2012) |